# Nicsara spuria
Nicsara spuria är en insektsart som först beskrevs av Ludwig Redtenbacher 1891.  Nicsara spuria ingår i släktet Nicsara och familjen vårtbitare. Inga underarter finns listade i Catalogue of Life.